# Општина Поду Туркулуј (Бакау)
Поду Туркулуј (рум. Podu Turcului) општина је у Румунији у округу Бакау.
Oпштина се налази на надморској висини од 145 m.